# Hörsel
Hörsel è un comune con status di Landgemeinde di 4 680 abitanti della Turingia, in Germania.
Appartiene al circondario (Landkreis) di Gotha (targa GTH).

## Storia
È stato istituito il 1º dicembre 2011 dalla fusione dei precedenti comuni di Aspach, Ebenheim, Fröttstädt, Hörselgau, Laucha, Mechterstädt, Metebach, Teutleben, Trügleben e Weingarten, formanti fino a quel momento la comunità amministrativa di Hörsel.